# Minbrug
De Minbrug is een monumentale brug in de Nederlandse stad Utrecht.
Ze is in 1900 geopend en overspant de Minstroom. De brug vormt een verbinding tussen de Minstraat/Minkade en Zonstraat. Het betreft een vrij kleine vaste brug met beperkte doorvaarthoogte. De gebruikte materialen zijn ijzer c.q. staal, natuursteen en baksteen. In 2014 is de brug voor het grootste deel vernieuwd met behoud van vormgeving. De Minbrug is een gemeentelijk monument. 

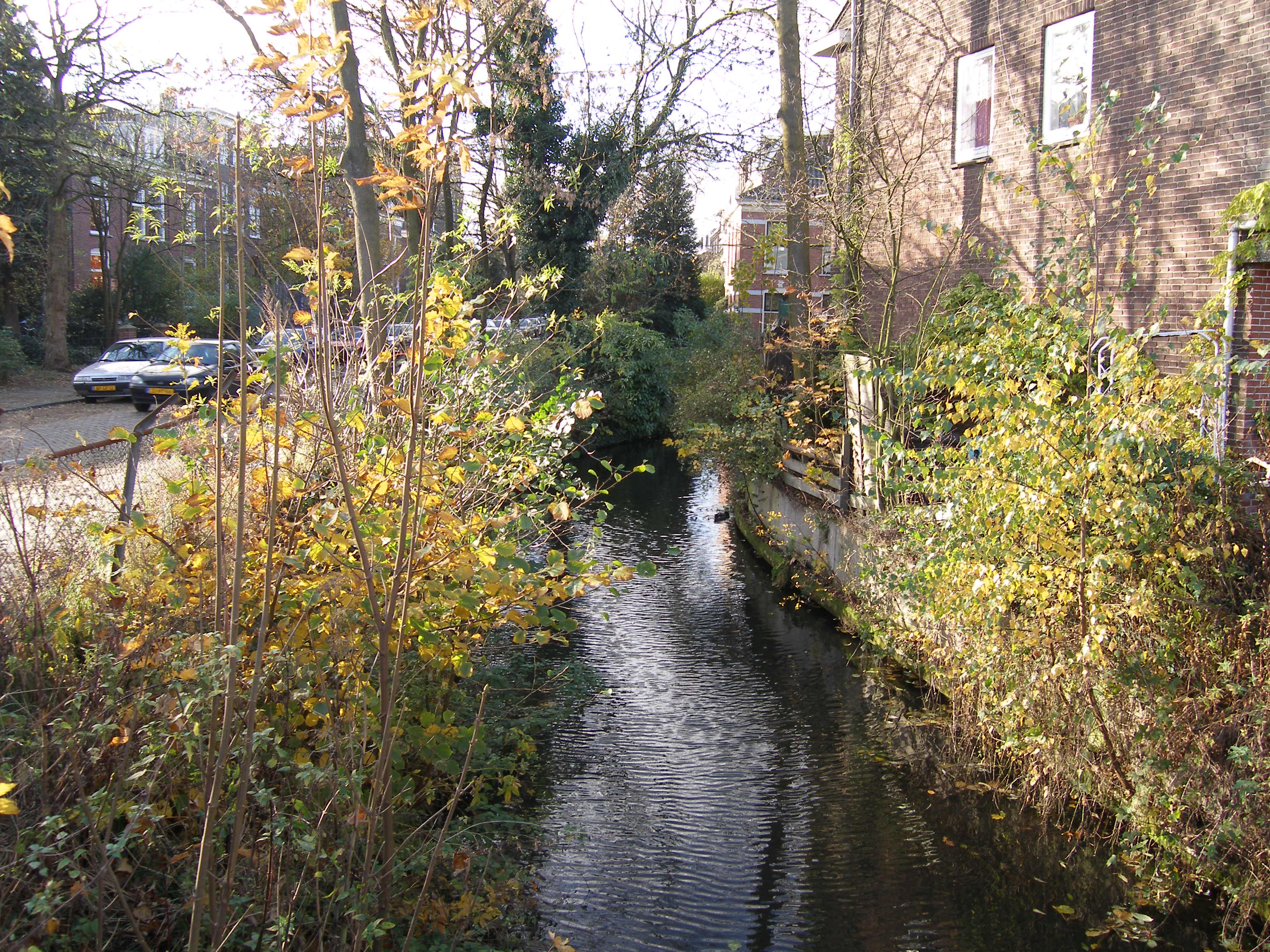
De Minstroom